# Wurfeld
Wurfeld is een gehucht in de Belgische gemeente Maaseik, op ongeveer een kilometer van het stadscentrum in westelijke richting.
De oudste schrijfwijze dateert van 1368 en luidt: Werffele. Het zou afgeleid zijn van warf wat een wilgensoort betekent, en feld, wat veld betekent.
De omgeving was reeds bewoond tijdens het neolithicum. De Romeinse heerbaan van Tongeren naar Nijmegen liep door Wurfeld.
Wurfeld is ontstaan uit een groepering van boerderijen die deel uitmaakten van het Frankisch domein van Adalardus, stichter van het Klooster van Aldeneik. Aldus maakte Wurfeld deel uit van de parochie van Aldeneik. Het bestond uit een aantal hoeven en een watermolen.
In 1640 werd de Sint-Laurentiuskapel gebouwd door de gebroeders Croll. Zij bouwden daar ook een onderkomen, dat later tot het kasteel zou uitgroeien.
In 1942 werd Wurfeld een rectoraat. In 1945 werd een pastorie gebouwd en in 1947 een school, die in 1953 werd vergroot. In 1956 werd Wurfeld een zelfstandige parochie.

## Bezienswaardigheden
- De Wurfeldermolen op de Bosbeek.
- De Sint-Laurentiuskerk, een neogotisch bouwwerk uit 1900.
- Het Kasteel van Wurfeld, gesticht in 1640, tegenwoordig een hotel.

Direct ten zuiden van Wurfeld liggen de bossen van Siemkensheuvel. Ten westen van Wurfeld ligt, aan de Bosbeek, het natuurreservaat Tösch-Langeren, waarin wandelingen zijn uitgezet.
Deelgemeenten: Maaseik · Neeroeteren · Opoeteren

Overige kernen: Aldeneik · Berg · De Riet · Dorne · Heppeneert · Gremelslo · Schootsheide · Siemkensheuvel · 't Ven · Voorshoven · Waterloos · Wurfeld

Belgische gemeenten · Arrondissement Maaseik · Limburg · Vlaanderen